# Rónay János
Rónay János (Tasnádszarvad, 1824. – Budapest, 1897. április 6.) 1848-49-es honvédszázados, igazságügyminisztériumi főszámtanácsos.

## Életpályája
Papnak készült és a bécsi Pázmáneumban tanult. Ezután Pesten jogot hallgatott. Harcolt az 1848–49-es forradalom és szabadságharcban. 1849. május 21-én, Budavár visszafoglalása idején mint honvéd főhadnagy, az elsők között tört be a Fehérvári kapun. A sebesült Heinrich Hentzi tábornokot ő találta meg és ejtette fogságba. Hordágyon a katonai főparancsnokság épületébe vitette, ahol orvosi ellátásáról is gondoskodott, és jelentést tett Görgei Artúrnak, aki századossá léptette elő. A szabadságharc bukása után Tisza Kálmán apósának, gróf Degenfeld Imrének birtokán rejtőzött mint gazdatiszt. A kiegyezés után (1867) az újonnan megszervezett igazságügyminisztérium számvevőségének első vezetője volt.
Katonai naplója és kardbojtja 1925-ben a Hadtörténeti Intézet és Múzeum birtokába került, a II. világháború után azonban ezeknek nyoma veszett.
Temetése a Kerepesi temetőben zajlott.